# ۱۱۱۰ (قمری)
۱۱۱۰ (قمری)، هزار و صد و دهمین سال در گاهشماری هجری قمری است. اول محرم این سال برابر با دهم ژوئیه سال ۱۶۹۸ میلادی است.